# Tydessa lewisi
Tydessa lewisi is een keversoort uit de familie vuurkevers (Pyrochroidae). De wetenschappelijke naam van de soort is voor het eerst geldig gepubliceerd in 1937 door Pic.